# 다뇨증
다뇨증(多尿症, 영어: polyuria) 또는 다뇨(多尿)는 오줌의 생성량이나 통과량이 비정상적으로 많거나 과도한 것을 말한다. 성인 기준으로 24시간 내에 보통 2.5 L 또는 3 L를 초과한다.

## 병인

### 병인 목록
- 조갈증[3]
- 심인성다음증[2]
- 이뇨제, 삼투성 이뇨[7]

비뇨기계
- 간질성 방광염[8]
- 요로감염증[9]
- 요세관성 산증[10]
- 판코니 증상[11]
- 콩팥황폐증(유전)[12]

호르몬성
- 저칼륨혈증[13]
- 당뇨병[14]
- 코르티코스테로이드 복용[15]
- 크롬친화세포종[16]
- 부갑상선 기능 항진증[17]
- 요붕증[18]
- 고칼슘혈증[19]
- 갑상선 기능 항진증[20]
- 뇌하수체 기능 부전[21]
- 콘증후군(Conn's disease)[22]
- 과혈당증[23]

순환
- 심부전[24]
- 결장 절제 질병(cardiorespiratory disease)[25]
- POTS(en:postural orthostatic tachycardia syndrome)[26]

신경성
- 대뇌 염 소모 증후군(cerebral salt-wasting syndrome)[27]
- 신경손상[28]
- 편두통[29]

기타
- 과도한 리보플래빈(비타민 B2)[30]
- 과도한 비타민 D[31]
- 고도 이뇨[32]
- 리튬 부작용[33]
- 철과잉증[34]
- ochratoxicosis[35]

## 진단
다뇨증의 가능한 진단법은 다음과 같다:
- 소변 검사
- FBC
- 혈액 검사
- 뇌하수체 기능 검사

## 치료
병인에 따라 적절한 치료법이 제공되어야 한다. 국립보건임상연구원(National Institute for Health and Care Excellence, NICE)에 따르면 다른 치료법이 실패했다는 전제 하에 당뇨병에 의해 유발 가능한 야간 당뇨증을 대상으로 데스모프레신(desmopressin)이 고려될 수 있다.